# Ma mère, Dieu et Sylvie Vartan
Pour plus de détails, voir Fiche technique et Distribution.
Ma mère, Dieu et Sylvie Vartan est une comédie dramatique franco-canadienne écrite et réalisée par Ken Scott, sortie en 2025.
Il s'agit de l'adaptation de l'autobiographie éponyme de Roland Perez (2021).

## Synopsis
Ce film reprend le récit autobiographique de Roland Perez qui est né avec un pied bot au sein d'une famille nombreuse. Malgré de multiples interventions, les médecins considèrent que Roland ne pourra vivre qu'avec l'aide de béquilles ou en fauteuil roulant. Sa mère, Esther, refuse net cette vision pessimiste et se jure que grâce à Dieu, son fils marchera.
Roland, qui reste à la maison sans être scolarisé (ce qui attire des ennuis à la famille) apprend à lire grâce aux chansons de Sylvie Vartan. Devenu adulte, il croise la route de son idole.

## Fiche technique
Sauf indication contraire, les informations mentionnées dans cette section peuvent être confirmées par les bases de données cinématographiques IMDb, Allociné et Unifrance,  présentes dans la section « Liens externes ».
- Titre original et francophone : Ma mère, Dieu et Sylvie Vartan
- Réalisation : Ken Scott
- Scénario : Ken Scott, d'après le roman éponyme de Roland Perez
- Musique : Nicolas Errèra
- Décors : Riton Dupire-Clément
- Costumes : Anne Schotte
- Photographie : Guillaume Schiffman
- Son : Sylvain Bellemare (son) et Claude La Haye (ingénieur)
- Montage : Dorian Rigal-Ansous et Yvann Thibaudeau
- Production : Sidonie Dumas et Sophie Tepper
  - Co-production : Christian Larouche
  - Production exécutive : Marc Vadé
- Sociétés de production : Égérie Productions, Gaumont, Amazon MGM Studios et Christal Films
- Sociétés de distribution : Gaumont Distribution (France), Les Films Opale (Québec), Athena Films (Belgique), Pathé Films AG (Suisse romande)
- Budget : 15,4 millions d'euros[2]
- Pays de production :  France,  Canada
- Langue originale : français
- Format : couleur — 2,39:1 (Scope) — 5.1
- Genre : comédie dramatique
- Durée : 102 minutes
- Dates de sortie :
  - France : 30 janvier 2025 (avant-première à Quimper)[3],[4] ; 19 mars 2025 (sortie nationale)
  - Belgique, Suisse romande : 19 mars 2025
  - Québec : 4 avril 2025[5]

## Distribution
- Leïla Bekhti : Esther Perez
- Jonathan Cohen : Roland Perez
  - Naïm Naji : Roland, 5-7 ans

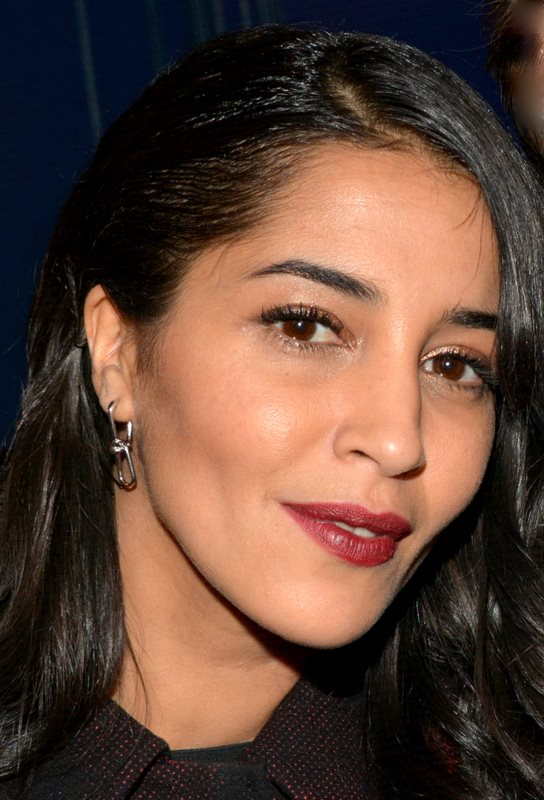
Leïla Bekhti interprète Esther Perez, la mère de Roland

  - Gabriel Hyvernaud : Roland, 3-5 ans
- Joséphine Japy : Litzie Gozlan
- Lionel Dray : Maklouf Perez
- Jeanne Balibar : Mme Fleury
- Sylvie Vartan : elle-même
- Milo Machado-Graner : Jacques Perez, 12-17 ans
- Anne Le Ny : Mme Vergepoche
- Ariane Massenet : Sophie Davant
- Gladys Cohen : Mme Benayoun

## Production

### Genèse et développement
Début août 2023, Téléfilm Canada annonce financer le long-métrage Ma mère, Dieu et Sylvie Vartan du réalisateur canadien Ken Scott qui écrit également le scénario, adaptant le roman éponyme de Roland Perez. Il est produit par les sociétés françaises Gaumont et Égérie Productions ainsi que la société québécoise Christal Films. Mi-septembre, Amazon Prime révèle sa première co-production de ce premier film français qui sortira dans les salles de cinéma,.

### Tournage
Le tournage débute en septembre 2023 à Paris.

### Sortie
Mi-septembre 2023, Gaumont annonce que l'exploitation du film est destinée avant tout aux salles de l’Hexagone, avant d’être diffusé, dix sept mois après, en exclusivité sur la plateforme Amazon Prime.
Gaumont dévoile, à la mi-octobre 2024, sa date de sortie, le 19 mars 2025 en France, mais le film sort en avant-première à l'occasion du 24e rendez-vous de l'association La Règle du jeu, ayant lieu à Quimper,.

### Box-Office
Le film enregistre des bons résultats au box-office français puisqu'il dépasse finalement les 1,5 millions d'entrées . Du côté du Québec, le film passe la barre des 500 000$ de recettes, devenant la meilleure performance d'un film québécois ou français dans la province sur le premier tiers de l'année 2025.